# Psilochorus papago
Psilochorus papago är en spindelart som beskrevs av Willis J. Gertsch och Davis 1942. Psilochorus papago ingår i släktet Psilochorus och familjen dallerspindlar. Inga underarter finns listade i Catalogue of Life.